# Levski Sofija
Levski (bugarski: ПФК Левски София) je nogometni klub iz Sofije, Bugarska. Osnovan je 24. svibnja 1914. godine. Natječe se u Prvoj bugarskoj ligi od 1921. godine te nikad nije ispao iz prve lige, a nikad nije bio plasiran ispod šestog mjesta. Najveći rival mu je CSKA Sofija, s kojim igra Bugarski derbi (znan i kao "vječni derbi"). Klub je dobio ime po bugarskom heroju Vasilu Levskom.

## Uspjesi
- Bugarska prva nogometna liga (26): 1933., 1937., 1942., 1946., 1947., 1949., 1950., 1953., 1965., 1968., 1970., 1974., 1977., 1979., 1984., 1985., 1988., 1993., 1994., 1995., 2000., 2001., 2002., 2006., 2007., 2009.

- Nogometni kup Bugarske (25): 1942., 1946., 1947., 1949., 1950., 1956., 1957., 1959., 1967., 1970., 1971., 1976., 1977., 1979., 1984., 1986., 1991., 1992., 1994., 1998., 2000., 2002., 2003., 2005., 2007.

- Dupla kruna (13): 1942., 1946., 1947., 1949., 1950., 1970., 1977., 1979., 1984., 1994., 2000., 2002., 2007.

- Superkup Bugarske (3): 2005., 2007., 2009.

## Vanjske poveznice
- Službene stranice